# Torstuna landskommun
Torstuna landskommun var en tidigare kommun i Västmanlands län.

## Administrativ historik
Kommunen inrättades i Torstuna socken i Torstuna härad i Uppland när 1862 års kommunalförordningar trädde i kraft den 1 januari 1863.
Vid den landsomfattande kommunreformen 1952 gick den upp i Fjärdhundra landskommun. 
Sedan 1971 tillhör området Enköpings kommun.

## Politik

### Mandatfördelning i Torstuna landskommun 1938-1946
| 3 | 3 | 3 | 6 |

| 15 |

| 3 | 12 |

| 14 |

| 3 | 12 |

| 14 |